# Aloe lucile-allorgeae
Aloe lucile-allorgeae é uma espécie de liliopsida do gênero Aloe, pertencente à família Asphodelaceae.